# Deborah Zoe
Deborah Zoe (* 1. Oktober 1972 in New Jersey) ist eine US-amerikanische Schauspielerin.

## Leben und Leistungen
Zoe debütierte in einer Folge der Fernsehserie Sex and the City aus dem Jahr 1998. In der Abenteuerkomödie Road Trip (2000) verkörperte sie die Freundin von E.L. (Seann William Scott). Im Thriller Asylum Days – Der Killer in dir (2001) spielte sie an der Seite von Christopher Thomas Howell eine größere Rolle; eine größere Rolle übernahm sie ebenfalls im Thriller White Rush (2003).
Im Filmdrama A Sight for Sore Eyes (2005) mit Gary Busey trat Zoe in einer Hauptrolle auf. Der Film erhielt im Jahr 2004 einen Sonderpreis der Jury des WorldFest Houston und 2008 zwei Preise des International Family Film Festivals.

## Filmografie (Auswahl)
- 2000: Road Trip
- 2001: Asylum Days – Der Killer in dir (Asylum Days)
- 2001: Going Back
- 2003: Skin Complex
- 2003: Behind the Scenes: Asylum Days
- 2003: White Rush
- 2003–2004: Springfield Story (The Guiding Light, Fernsehserie)
- 2005: A Sight for Sore Eyes (Kurzfilm)
- 2010: CSI: Den Tätern auf der Spur (CSI: Crime Scene Investigation, Fernsehserie, Episode 10x17)